# Atli Viðar Björnsson
Atli Viðar Björnsson (ur. 4 stycznia 1980) – islandzki piłkarz, środkowy napastnik, od 2001 roku piłkarz klubu Hafnarfjarðar.

## Kariera klubowa
Atli rozpoczynał jako junior w małym klubie Dalvík. Swój pierwszy zawodowy kontrakt podpisał w 2001 roku z Hafnarfjarðar.
Od samego początku strzelał sporo goli, ale najczęściej był rezerwowym. W 2003 roku przebił się do pierwszej jedenastki, ale w 2006 roku stracił miejsce w wyjściowym składzie i został wypożyczony do Fjölnir. W tym klubie zagrał jeden, ale bardzo dobry sezon i działacze FH zdecydowali się na zatrzymanie napastnika w klubie z Hafnarfjörður. Dwa lata później był drugim strzelcem ligi i po raz kolejny wygrał z klubem mistrzostwo Islandii.

## Sukcesy
- Mistrzostwo Islandii: 2004, 2005, 2006, 2008, 2009 z Hafnarfjarðar
- Superpuchar Islandii: 2004, 2006, 2008 z Hafnarfjarðar
- Puchar ligi: 2002, 2004, 2006, 2009 z Hafnarfjarðar

## Kariera reprezentacyjna
Atli w reprezentacji Islandii zadebiutował 12 sierpnia 2009 roku w zremisowanym 1:1 meczu towarzyskim ze Słowacją.